# Gimileo
Gimileo es un municipio de la comunidad autónoma de La Rioja (España). Lo atraviesa el río Zamaca, un afluente de la margen derecha del río Ebro.

## Geografía
Integrado en la comarca de Rioja Alta, se sitúa a 42 kilómetros de Logroño. El término municipal está atravesado por la Autopista Vasco-Aragonesa (AP-68) y por la carretera nacional N-232, entre los pK 445 y 446, además de por la carretera nacional N-124, que permite la comunicación con Haro y la Autovía del Norte, y por una carretera local que se dirige hacia Ollauri. 
El relieve del municipio está definido por la ribera derecha del río Ebro, que hace de límite municipal por el norte, y un por un terreno con altozanos, entre los que destaca el cerro de San Pelayo (551 metros). La altitud oscila entre los 553 metros (Cuesta La Llana) y los 430 metros a orillas del Ebro. El pueblo se alza a 482 metros sobre el nivel del mar. 
| Noroeste: Haro    | Norte: Labastida (Álava) | Noreste: Briones |
| Oeste: Haro       |                          | Este: Briones    |
| Suroeste: Ollauri | Sur: Ollauri             | Sureste: Briones |

## Historia
Fue aldea de la villa de Briones hasta el siglo XIX.
En el trabajo Origen de un nombre (consultable en la web del Ayuntamiento de Haro), sobre las posibles etimologías del topónimo Rioja, se hace constancia de que Domingo Hergueta transcribió un listado de 1257 localizado en la Biblioteca Nacional y archivado como documento D.63, donde Gimileo consta como Semeligo. En aquel mismo trabajo, unas líneas más abajo se cita a Gimileo como Chemelio.
En 1790 Gimileo fue uno de los municipios fundadores de la Real Sociedad Económica de La Rioja, la cual era una de las sociedades de amigos del país creadas en el siglo XVIII conforme a los ideales de la ilustración

## Geografía humana

### Demografía
Cuenta con una población de 120 habitantes (INE 2024).
| Gráfica de evolución demográfica de Gimileo entre 1842 y 2021                                                         |
| |
| Población de derecho según los censos de población del INE. Población de hecho según los censos de población del INE. |

Gimileo siempre ha sido una localidad muy pequeña de unos 150 habitantes (de hecho a principios de siglo XX, ya era uno de los municipios más pequeños de La Rioja), pero durante el éxodo rural de los años 70 y 80 el pueblo sufrió un descenso demográfico dejándolo por debajo de los 100 habitantes. Desde principios de siglo XXI, gracias al bum de la construcción y la necesidad de mano de obra en la agricultura, así como su cercanía de Haro, han hecho que el municipio haya ganado bastante población, aunque la mayor parte de ellos de inmigrantes extranjeros (en 2007 el 44,7% de la población había nacido en el extranjero). Esto ha supuesto que con la crisis, desde 2012 la localidad esté perdiendo población por la marcha de dicha población extranjera, debido a la falta de trabajo.

## Administración
| Periodo   | Nombre                         | Partido                 |
| --------- | ------------------------------ | ----------------------- |
| 1979-1983 | Fabio Manso De Cesero          | Agrupación de Electores |
| 1983-1987 | Violante Jiménez Argudo        | PRP                     |
| 1987-1991 | Violante Jiménez Argudo        | PRP                     |
| 1991-1995 | Violante Jiménez Argudo        | PRP                     |
| 1995-1999 | Javier Áureo Angulo San Martín | PP                      |
| 1999-2003 | Álvaro Jiménez Argudo          | PRP                     |
| 2003-2007 | Virginia Aznar Giménez         | PRP                     |
| 2007-2011 | Virginia Aznar Giménez         | PRP                     |
| 2011-2015 | César Aurelio Cuevas Pérez     | PRP                     |
| 2015-2019 | César Aurelio Cuevas Pérez     | PRP                     |
| 2019-2023 | Virginia Aznar Giménez         | PRP                     |

## Fiestas Locales
- Hasta hace unos años el día de San Isidro, 15 de mayo, se procesionaba la Virgen del Rosario. Dicha imagen fue robada.
- A mediados de agosto se celebran las Fiestas de Acción de Gracias que duran un fin de semana, en ellas es ya tradición celebrar una comida de hermandad entre los vecinos del pueblo en la que se degustan productos típicos riojanos y los preciados pimientos de Herbón (ambos pueblos hermanados).
- El fin de semana más próximo al 11 de noviembre se celebra la festividad de San Martín. Son las fiestas patronales, y en ellas persiste generación tras generación la quema de la hoguera.

## Patrimonio

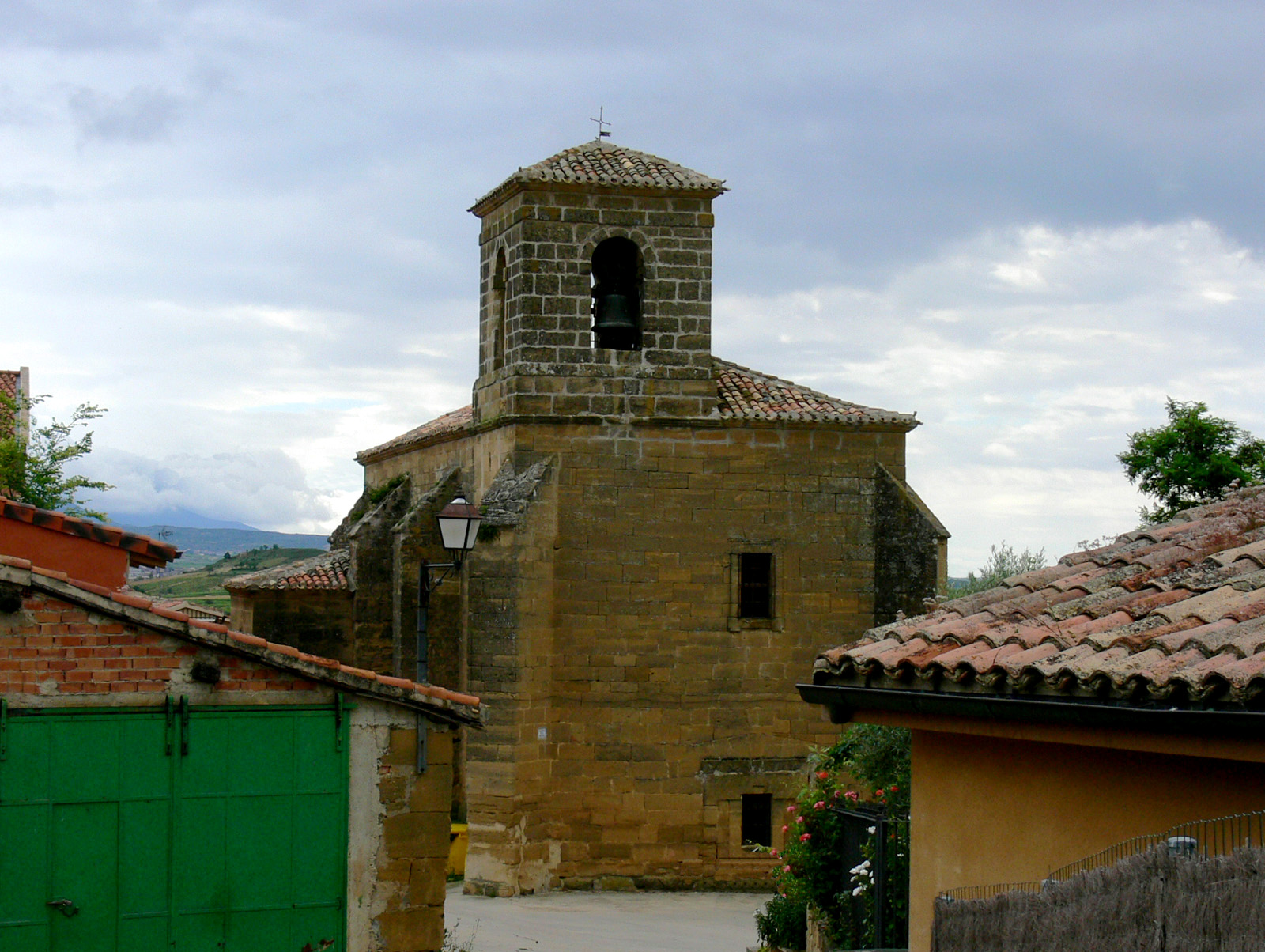
Iglesia de San Martín.

- Iglesia de San Martín. Del siglo XVI.